# 格里弗斯将军
格里弗斯将军（英語：General Grievous，又譯葛里維斯將軍、葛瑞菲斯將軍）是電影《星際大戰》前傳三部曲中的虛構角色，亦在《星際大戰：複製人之戰》中有許多戲份。為分離軍的機器人統帥，為一白色的生化人，有生物的大腦、內臟和機械的軀體，頭、胸、四肢皆覆盖有白色鎧甲，上臂可以分开成两对，同時持4支光劍戰鬥。曾被杜庫伯爵傳授光劍劍法，可使用四刀流，於《第三部曲》開場時和杜庫伯爵入侵共和国首都綁架白卜庭，按複製人之戰中他被雲杜大師重創，導致肺受損，最後以失敗收場。在戰役失敗後撤退到獨立聯邦的基地尤塔帕星，而歐比王則率領複製人軍團向這裡發動進攻。格里弗斯將軍與歐比王進行光劍格鬥後敗走，歐比旺追殺他至一個停機坪，雙方再次發生大戰。當格里弗斯將軍將歐比王推到崖邊，準備用刺客機器人的電杖殺歐比王時；歐比王用原力拿到他的手槍向其射擊。最終擊中其心臟，同時接連點燃機油導致格里弗斯將軍全身起火燃燒而死。

## 幕後創作
電影的動畫部總監寇曼表示他們希望將格里弗斯将军設計為疾病纏身的樣子，這個角色不僅瘦骨嶙峋，而且還不斷地咳嗽。
片中格里弗斯将军咳嗽的音效其實部分是來自於導演喬治·盧卡斯因患有支氣管炎的咳嗽聲。